# Большое Темерево
Большое Темерёво — опустевшая деревня в Ярославском районе Ярославской области. Входит в состав Карабихского сельского поселения.
В 600 метрах юго-западнее находилась деревня Малое Темерёво, упразднённая в советское время. Между этими деревнями археологами были обнаружены и исследованы два поселения IX — начала XI века, получившие название Тимерёвский археологический комплекс.

## География
Находится в восточной части Ярославской области на расстоянии приблизительно 10 км на юго-запад по прямой от станции Ярославль.

## История
В 1898 году здесь (деревня Ярославского уезда Ярославской губернии) было учтено 12 дворов, в 1941 — 20.

## Население
Численность населения не была учтена как в 2002 году, так и в 2010. По состоянию на 2020 год опустела.